# ألفونس كار
جين بابتيست ألفونس كار (بالفرنسية: Alphonse Karr)‏ كاتب وناقد وروائي فرنسي شهير من مواليد باريس 24 تشرين ثاني (نوفمبر) 1808م، الوفاة 29 ايلول (سبتمبر) 1890.
أول قصص ألفونس هي القصة الشهيرة مجدولين „Sous les Tilleuls“ التي ترجمها إلى العربية الراحل المنفلوطي صدرت هذه القصة باللغة الفرنسية في عام 1832م له قصص ومؤلفات أخرى منها (الطريق الأقصر) „Le chemin le plus court“.
أسس كار مجلة ساخرة بعنوان الدبابير والتي صدرت بين عامي 1839م-1876م.

## وفاته
توفي في 29 ايلول 1890 وكان قد
قضى سنواته الأخيرة في مدينة سان رافاييل، حيث كان جلّ اهتمامه مركزا على أعمال البستنة وزراعة الأزهار، توفي عن عمر يناهز الثانية والثمانين.
وتكريما له سميت إحدى صالات النباتات باسمه.

## مؤلفاته باللغة الفرنسية
- A bas les masques, Lévy, Paris 1883
- Agathe et Cécile. Lévy, Paris 1867
- Le chemin le plus court, Didier, Paris 1854
- Le credo du jardinier, Lévy, Paris 1890
- Dieu et diable, Calmann Lévy, Paris 1898
- Fa dièzes. Roman, Ledoux, Paris 1834
- Une heure trop tard, Gosselin, Paris 1849
- Midi à 14 heures, Lange Lévy, Paris 1842
- تحت ظلال الزيزفون (بالفرنسية: Sous les tilleuls)‏ ليفي، باريس 1869
- Voyage auteur de mon jardin, Slatkine, Paris 1979 (Repr. d. Ausg. Paris 1851)